# Harriet Harman
Harriet Harman (n. Londres, 30 de julio de 1950) es una abogada y política británica del Partido Laborista. El 24 de junio de 2007 fue nombrada vice-líder del Partido Laborista, después de la dimisión de John Prescott. El 28 de junio fue nombrada Líder del Partido Laborista en la Cámara de los Comunes por el nuevo primer ministro, Gordon Brown.

## Biografía
Harman nació en Londres. Estudió a la Universidad de York, donde recibió una licenciatura en la ciencia política.
Su esposo fue el tesorero (director de finanzas) del Partido Laborista Jack Dromey (falleció en mandato en 2022). 
Entre 1978 y 1982 Harman fue abogada del grupo National Council for Civil Liberties (Liberty), un grupo dedicado a proteger las libertades civiles.

## Carrera política
En 1982, fue nombrada miembro de la Cámara de los Comunes por Peckham en Londres. Después de las elecciones generales de 1992 fue miembro del Gabinete en la sombra. 
En 1997, después de la victoria electoral del gobierno laborista de Tony Blair, fue nombrada Secretaria de Estado de Asistencia Social. Fue despedida del Gabinete en 1998, pero en 2001 fue nombrada al puesto de Solicitor General (un puesto legal en el gobierno). 
En 2005, fue nombrado ministro en el Departamento de Asuntos Constitucionales, que fue convertido en el nuevo Departamento de Justicia en mayo de 2007. En marzo de 2006, Harman anunció que va a dimitir sus responsabilidades para los leyes electorales, porque su esposo, Jack Dromey, estaba investigando un caso tratando de unos prestámos al Partido Laborista.

## Diputado del Líder
En septiembre de 2006, Harman anunció su intención a ser candidata en la elección para el diputado del Líder del Partido Laborista, después de la dimisión de John Prescott. Fue la primera mujer de anunciar su candidatura en esta elección. El 24 de junio de 2007, fue nombrado Diputado del Líder por una convención del Partido Laborista en Mánchester, con 50.43 % del voto.